# Port lotniczy La Esperanza
Port lotniczy La Esperanza (IATA: LEZ, ICAO: MHLE) – międzynarodowy port lotniczy zlokalizowany w honduraskim mieście La Esperanza.